# Mikel Álvaro
Mikel Álvaro Salazar (Amurrio, 20 dicembre 1982) è un ex calciatore spagnolo, di ruolo centrocampista.

## Carriera
Ha giocato nella seconda divisione spagnola e nella massima serie dei campionati georgiano, azero e neozelandese. Inoltre ha anche giocato 13 partite di qualificazione alle coppe europee, di cui una per la Champions League e 12 per l'Europa League, oltre a un'apparizione nella Coppa del mondo per club FIFA.

## Palmarès

### Club

#### Competizioni nazionali
- Campionato georgiano: 2

Dinamo Tbilisi: 2012-2013, 2015-2016
- Coppa di Georgia: 2

Dinamo Tbilisi: 2012-2013, 2015-2016